# Kościół św. Michała Archanioła we Włodzicach Wielkich
Kościół św. Michała Archanioła we Włodzicach Wielkich – zabytkowy, rzymskokatolicki kościół parafialny we Włodzicach Wielkich w województwie dolnośląskim, powiecie lwóweckim, gminie Lwówek Śląski. Świątynia należy do dekanatu Nowogrodziec diecezji legnickiej.

## Informacje
Kościół zlokalizowany jest w północnej części wsi, na zachód od drogi wojewódzkiej nr 297, w pobliżu skrzyżowania z drogą powiatową prowadzącą do Kraszowic. Znajduje się na zachodnim stoku łagodnego wzniesienia, otoczony od zachodu, północy i południa murem z kamienia łamanego. Od wschodu przylega do niego cmentarz. W bezpośrednim sąsiedztwie, po drugiej stronie drogi, stoi dawny kościół ewangelicki oraz kaplica cmentarna.

### Historia
Obecna świątynia została zbudowana w latach 1520–1530, prawdopodobnie na miejscu starszego kościoła wspomnianego w dokumentach z 1305 roku. W XVIII wieku i w 1825 roku przeprowadzono prace remontowe, w tym wykonano nowy hełm wieży. Obiekt reprezentuje gotycki styl architektoniczny. Kościół pełni funkcję świątyni parafialnej.

### Architektura
Kościół wzniesiono z łamanego kamienia piaskowcowego z użyciem ciosów w narożnikach. Zastosowano zaprawę wapienną gruboziarnistą. Obiekt orientowany. Budynek został otynkowany, posiada piaskowcowe cokoły, obramienia okienne i drzwiowe. Dachy pokryte dachówką ceramiczną, natomiast hełm wieży – blachą cynkową. Posadzki piaskowcowe. Więźba dachowa krokwiowo-jętkowa.
Kościół posiada wydłużony rzut z prostokątnym korpusem i wielobocznie zamkniętym prezbiterium (proporcje ⅝), węższym i przesuniętym względem osi nawy. Od północy przylega do niego prostokątna kaplica z kolistą wieżyczką w narożniku północno-zachodnim. Od zachodu dostawiona wieża na planie zbliżonym do kwadratu.
Bryła korpusu i prezbiterium ujednolicona, nakryta wspólnym dwuspadowym dachem. Kaplica przykryta dachem pulpitowym. Wieża w dolnej części czworoboczna, wyżej przechodząca w ośmioboczny trzon z krenelażem, zwieńczona ostrosłupowym hełmem.
Fasada zachodnia z ostrołukowym portalem o sfazowanych ościeżach i prostokątną płyciną nad nim. Trzon wieży posiada prostokątne okna zamknięte trójliściem. Elewacja południowa rytmiczna, z ostrołukowym portalem między zachodnimi oknami (obecnie zamurowanym). W prezbiterium maswerki dwuarkadkowe z rybimi pęcherzami (bez przeszkleń). Wschodnia elewacja kaplicy posiada okno o łuku oślego grzbietu i portal z łukiem kotarowym.

#### Wnętrze
Prezbiterium nakryte sklepieniem sieciowym, z jednowklęskowymi żebrami o zwornikach w formie tarcz herbowych. Nawa ze stropem belkowym i podsufitką. W kaplicy oraz w przyziemiu wieży sklepienia beczkowe. Schody kręte, wykonane z piaskowca w kaplicznej wieżyczce; inne drewniane.
Arkada tęczowa ostrołukowa, wsparta na półfilarach (północny szerszy). Wnęka z zamurowanym otworem drzwiowym w południowej ścianie nawy. Portal do kaplicy o formie oślego grzbietu, bogato zdobiony. Trzykondygnacyjna wieża posiada belkowe stropy.
Okna prezbiterium osadzone w maswerkach, ramy metalowe ze ślemieniami. W nawie okna z metalowymi ramami, słupkiem i dwiema ślemieniami. W kaplicy okno z ramą drewnianą, słupkiem i trzema ślemieniami. Drzwi różnego typu: jednoskrzydłowe z ukośnymi klepkami (do wieży), dwuskrzydłowe płycinowe (do nawy), deskowe z profilowanymi okuciami (do kaplicy), z kołatką i inne.
We wnętrzu zachowało się cenne wyposażenie: ołtarz, ambona, balustrada, empora, organy, renesansowa chrzcielnica kamienna.
W przylegającej kaplicy grobowej znajdują się trzy kamienne sarkofagi z drugiej połowy XVIII wieku.